# Dagoberto Ortensi
Dagoberto Ortensi (Jesi, 16 marzo 1902 – Roma, 11 agosto 1975) è stato un ingegnere italiano.

## Biografia
Dagoberto Ortensi si laureò nel 1925 in ingegneria presso il Politecnico di Torino. Nel 1931 partecipò al concorso mondiale per il teatro di Charkiv e, nello stesso anno, fu presente alla seconda mostra di architettura razionale.
Gli anni trenta lo videro tra i protagonisti dell'architettura e dell'urbanistica per la partecipazione ai più importanti concorsi nazionali; tra i tanti: il concorso per il palazzo del Littorio a Roma, per la sistemazione della via Roma a Torino, per il palazzo della civiltà italiana all'EUR. Nel 1932 progettò, insieme a Raffaello Fagnoni ed Enrico Bianchini, lo stadio Mussolini a Torino e fu invitato dal Comune di Milano a realizzare diversi progetti per la costruzione della "casa minima".
Nel maggio del 1942 conseguì la libera docenza di architettura tecnica nell'Università degli Studi di Roma. Consulente del CONI, nel dopoguerra la sua attività fu rivolta essenzialmente alla progettazione di impianti sportivi in tutta Italia (stadi, piscine), spesso in collaborazione con i colleghi Fagnoni e Bianchini: gli esempi più significativi sono lo stadio comunale di Grosseto e quello di Arezzo. Partecipò alle Olimpiadi dell'arte del 1936 e del 1948, ricevendo in quest'ultima la menzione d'onore.
La sua opera principale è considerata il grande velodromo costruito nel 1960 per le Olimpiadi di Roma; l'anno successivo venne nominato professore di disegno presso la facoltà di ingegneria dell'Università dell'Aquila. Morì a Roma l'11 agosto 1975.